# Contea di Grand Traverse
La contea di Grand Traverse (in inglese Grand Traverse County) è una contea dello Stato del Michigan, negli Stati Uniti. La popolazione al censimento del 2000 era di 77 654 abitanti. Il capoluogo di contea è Traverse City.